# The Velvet Rope
Albums de Janet Jackson
Janet.
(1993) All for You
(2001)
Singles
The Velvet Rope est le sixième album de Janet Jackson, sorti le 7 octobre 1997 sous le label Virgin. Outre des sonorités électro, il aborde des thèmes fortement liés à la sexualité.
Janet Jackson l'a conçu pour exorciser une longue période de dépression et de ce fait l'album est plutôt sombre et intimiste : c'est l'un des albums majeurs de la chanteuse, qui marque un tournant dans sa carrière. Il s'est vendu à 10 millions d'exemplaires à travers le monde. Il contient 22 pistes, mais est en vérité parsemé d'interludes qui assurent une continuité entre les morceaux.
Six singles seront extraits de l'album, dont les hits Got ’til It’s Gone, Together Again et I Get Lonely. Together Again deviendra son plus grand succès mondial à ce jour, se classant dans le top 5 dans de nombreux pays, passant 46 semaines au Billboard Hot 100 et devenant son 8e single à se classer n.1 sur ce palmarès.

## Liste des pistes
Tous les titres de l'album sont composés et écrits par Janet Jackson, Jimmy Jam et Terry Lewis et René Elizondo Jr. Toute autre indication concerne les samples.
| 1.    | Interlude: Twisted Elegance                            | | 0:41 |
| 2.    | Velvet Rope (featuring Vanessa-Mae)                    | Janet Jackson, James Harris III, Terry Lewis, René Elizondo, Jr., Malcolm McLaren, Trevor Horn, Mike Oldfield                            | 4:55 |
| 3.    | You                                                    | Jackson, Harris, Lewis, Elizondo, Harold Brown, Sylvester Allen, Morris Dickerson, Howard Scott, Leroy Jordan, Lee Oskar, Charles Miller | 4:42 |
| 4.    | Got 'til It's Gone (featuring Q-Tip and Joni Mitchell) | Jackson, Harris, Lewis, Elizondo, Joni Mitchell, Kamaal Ibn Fareed                                                                       | 4:01 |
| 5.    | Interlude: Speaker Phone                               | | 0:54 |
| 6.    | My Need                                                | Jackson, Harris, Lewis, Elizondo, Marilyn McLeod, Pam Sawyer, Nickolas Ashford, Valerie Simpson                                          | 3:44 |
| 7.    | Interlude: Fasten Your Seatbelts                       | | 0:19 |
| 8.    | Go Deep                                                | Jackson, Harris, Lewis, Elizondo | 4:42 |
| 9.    | Free Xone                                              | Jackson, Harris, Lewis, Elizondo, James Brown, Billy Buttier, Archie Bell, Michael Hepburn                                               | 4:57 |
| 10.   | Interlude: Memory                                      | | 0:04 |
| 11.   | Together Again                                         | Jackson, Harris, Lewis, Elizondo | 5:01 |
| 12.   | Interlude: Online                                      | | 0:19 |
| 13.   | Empty                                                  | Jackson, Harris, Lewis, Elizondo | 4:32 |
| 14.   | Interlude: Full                                        | | 0:12 |
| 15.   | What About                                             | Jackson, Harris, Lewis, Elizondo | 4:24 |
| 16.   | Every Time                                             | Jackson, Harris, Lewis, Elizondo | 4:24 |
| 17.   | Tonight's the Night                                    | Rod Stewart | 5:07 |
| 18.   | I Get Lonely                                           | Jackson, Harris, Lewis, Elizondo | 5:17 |
| 19.   | Rope Burn                                              | Jackson, Harris, Lewis, Elizondo | 4:15 |
| 20.   | Anything                                               | Jackson, Harris, Lewis, Elizondo | 4:54 |
| 21.   | Interlude: Sad                                         | | 0:10 |
| 22.   | Special (inclus Can't Be Stopped)                      | Jackson, Harris, Lewis, Elizondo | 7:55 |
| 23.   | God StepChild (Piste bonus au Japon)                   | Jackson, Harris, Lewis, Elizondo | 3:27 |
| 75:23 |                                                        | |      |

## Samples[1]
- Mosquito (Aka Hobo Scratch) de West Street Mob pour Velvet Rope
- The Cisco Kid (en) de War pour You
- Big Yellow Taxi de Joni Mitchell pour Got 'til it's gone
- Love Hangover de Diana Ross et You're All I Need to Get By de Marvin Gaye et Tammi Terrell pour My Need
- Cutie Pie de One Way pour Go Deep
- Think (About It) de Lyn Collins, Tighten Up d'Archie Bell and the Drells et Joyous de Pleasure pour Free Xone
- Inner City Blues (Make Me Wanna Holler) de Marvin Gaye pour Can't Be Stopped